# Trinh Thuận Công chúa
Trinh Thuận Công chúa (貞順公主, 1385 - 1460) là công chúa nhà Triều Tiên, trưởng nữ của Triều Tiên Thái Tông và Nguyên Kính Vương hậu Mẫn thị (閔氏). Định Tông năm thứ nhất, 1399, hạ giá lấy Thanh Bình úy (淸平尉) Lý Bá Cương (李伯剛), thứ nam của Tây Nguyên Phủ viện quân (西原府院君) Lý Cư Dịch (李居易). Sau cho con gái lấy Long Tương Vệ ti (龍驤侍衛司) Hộ quân (護軍) Lý Quý Lân (李季疄), người ở Thanh Châu. Năm 1460, bà mất. Thường được nhắc đến như Thanh Bình Quân Cung chúa (淸平君宮主), Trinh Thuận Công chúa (貞順宮主) hay Trinh Thận Cung chúa (定愼宮主) trong Triều Tiên Vương triều thực lục.

## Gia quyến
Hoàng tộc Toàn Châu Lý thị (全州 李氏) 
- Nội tổ phụ: Triều Tiên Thái Tổ
- Nội tổ mẫu: Thần Ý Vương hậu An Biên Hàn thị (安邊 韓氏)
  - Phụ vương: Triều Tiên Thái Tông
- Ngoại tổ phụ: Ly Hưng Phủ viện quân(驪興府院君)·Văn Đô công(文度公) Mẫn Tễ (閔霽; 1339 - 1408)
- Ngoại tổ mẫu: Tam Hàn Quốc Đại phu nhân (三韓國大夫人) Lệ Sơn Tống thị (礪山 宋氏, 1342 - 1424), con gái của Tặng (贈) Tả nghị chính (左議政) Lệ Lương quân (礪良君) Tống Tuyền (宋璿)
  - Mẫu hậu: Nguyên Kính Vương hậu Ly Hưng Mẫn thị(驪興 閔氏)
    - Vương muội: Khánh Trinh Công chúa (1387 - 1455)
    - Vương muội: Khánh An Công chúa (1393 - 1415)
    - Vương đệ: Nhượng Ninh Đại quân Lý Đề (李褆; 1394 - 1462)
    - Vương đệ: Hiếu Ninh Đại quân Lý Bồ (李補, 1396 - 1486)
    - Vương đệ: Triều Tiên Thế Tông 
      - Vương điệt: Triều Tiên Văn Tông
      - Vương điệt: Triều Tiên Thế Tổ

    - Vương muội: Trinh Thiện Công chúa (1404 - 1424)
    - Vương đệ: Thành Ninh Đại quân Lý Trọng (李褈; 1405 - 1418)

Thanh Châu Lý thị (淸州 李氏) 
- - Chương phụ: Lãnh nghị chính (領議政) Tây Nguyên Phủ viện quân(西原府院君)·Văn Đô công(文度公) Lý Cư Dịch (李居易; 1348 - 1412)
  - Chương mẫu: Nghĩa Ninh Trạch chúa (義寧宅主) Trinh Kính phu nhân (貞敬夫人) Khánh Châu Thôi thị (慶州 崔氏), con gái của Phán thư Thôi Nhưng (崔陾)
    - Phò mã: Thanh Bình Phủ viện quân(淸平府院君)·Trinh Tiết công (貞節公) Ti Hiến phủ giám sát (司憲府監察) Lý Bá Cương (李伯剛; 1381 - 1451)
      - Trưởng nữ: Trinh Kính Phu nhân Thanh Châu Lý thị(淸州 李氏)
        - Ngoại tôn nữ: Hàn Sơn Lý thị (sinh 1420)[2]